# Requiem en do mineur de Cherubini

Le  Requiem en do mineur pour chœur mixte est une messe de Requiem composée par Luigi Cherubini en 1816 et créée le 21 janvier 1817 à la Basilique de Saint-Denis pour une cérémonie de commémoration du vingt-quatrième anniversaire de l'exécution de Louis XVI.
L'œuvre est exécutée ensuite lors des funérailles de Ludwig van Beethoven en 1827.
En février 1820, pour les funérailles de Charles Ferdinand d'Artois, duc de Berry, une marche funèbre et un motet In Paradisum sont ajoutés à la cérémonie.
En 1834, l’œuvre est refusée par l'archevêque de Paris car elle utilise des voix de femmes, Cherubini compose alors en 1836 un second Requiem, le Requiem en ré mineur, pour chœur d'hommes.

## Mouvements et orchestration
Cette messe de Requiem est composée de sept mouvements :
1. Introitus et Kyrie, Larghetto sostenuto, en do mineur, à , 141 mesures
2. Graduel, Andantino largo, en sol mineur, à 3/2, 28 mesures
3. Dies iræ, Allegro maestoso, en do mineur, à , 324 mesures
—Lacrimosa, Largo (mesure 291)
4. Offertorium, 343 mesures
—Domine Jesu Christe, Andante, en mi bémol majeur, à 
—Quam olim Abrahae (mesure 77), Poco Allegro, Tempo a cappella ➜ Piu Allegro (mesure 188), en mi bémol majeur, à 
—Hostias (mesure 250), Larghetto, en do mineur, à 3/4
5. Sanctus, Andante, en la bémol majeur, à 3/4, 37 mesures
6. Pie Jesu, Larghetto, en fa mineur, à , 78 mesures
7. Agnus Dei, Sostenuto, en do mineur, à , 87 mesures

- Durée de l'exécution: environ une heure

## Orchestration
L'orchestration est originale du fait de l'absence de voix solistes et de flûtes.
| Instrumentation du Requiem en do mineur                       |
| Voix                                                          |
| Chœur : sopranos, altos, ténors, basses                       |
| Cordes                                                        |
| premiers violons, seconds violons, violoncelles, contrebasses |
| Bois                                                          |
| 2 hautbois, 2 clarinettes, 2 bassons                          |
| Cuivres                                                       |
| 2 cors en do, 2 trompettes , 3 trombones                      |
| Percussions                                                   |
| 2 timbales en do et sol, gong                                 |

## Cinéma
Le Requiem de Cherubini est cité dans la dernière scène du film Twin Peaks: Fire Walk with Me de David Lynch, sorti en 1992 .

## Discographie
- Ambrosian Chorus, Philharmonia Orchestra, sous la direction de Riccardo Muti, 1980 (EMI).

## Sources
- (en) Cet article est partiellement ou en totalité issu de l’article de Wikipédia en anglais intitulé « Requiem in C minor (Cherubini) » (voir la liste des auteurs).